# توماس ويات الابن
توماس ويات الابن هو جندي ومتآمر قاد إحدى أعنف الثورات على حكم ماري الأولى ملكة إنجلترا إبان حكم أسرة تيودور.

## بدايات حياته
ولد ويات عام 1521 (لا يعرف التاريخ بالضبط، ولكنه تجاوز الحادية والعشرين في عام 1554) وهو ابن الشاعر توماس ويات. ويقال أنه رافق أباه في إرسالية إلى إسبانيا وهو صغير، وأصبح منذ ذلك الوقت عدوا للإسبان بعد أن شهد محاكم التفتيش. وفي عام 1537 تزوج جين ابنة السير وليام هوت من بيشوبسبورن في كنت، وأنجب منها عشرة أطفال. وسجل عنه أنه أنجب إبنا غير شرعي من إليزابيث ابنة السير إدوارد داريل من ليتلكوت. وبعد موت أبيه ورث أملاك العائلة في قلعة أرلينغتون ودير بوكسلي. وكان في شبابه طائشا وسجن عدة مرات عام 1543 لضلوعه في أعمال شغب لندن وبعدها خدم في الجيش حتى عام 1549 أو 1550 في الخارج (فرنسا في الغالب) فأكسبه هذا سمعة حول الجندي الماهر والجريء.
رجع بعدها إلى إنكلترا وأصبح مامور كنت حيث كون جيشا أوليا خاصا به، وبعد موت إدوارد السادس في يوليو 1553 أيد صعود ماري الكاثوليكية ولكنه بدأ يعارضها في نهاية السنة بسبب خططها للزواج من فيليب الثاني ملك إسبانيا لأن هذا سيهين عظمة إنكلترا.

## التمرد
اشترك مع العديدين في المؤامرة من مختلف أنحاء بريطانيا وتم وضعها في 22 يناير 1554 مع رفاقه في قلعة أرلينغتون، لكن ويات كان الوحيد الذي جمع جيشا، فلم يكن الباقون على القدر الكافي من الشجاعة والكفاءة، ونجح التمرد في كنت فقط وأصبح ويات المحارب الشرس عن طريق الصدفة. وقررت الحكومة في البداية التفاوض معه ولكنها قررت لاحقا منعه، وفي 26 يناير احتل روتستر وأصدر إعلانا عن التمرد للمقاطعة. وقد رأى أنصار الملكة مثل اللورد أبرغافني والسير روبرت ساوثويل أن بإمكانهم دحر التمرد، ورغم تحقيقهم انتصارات على جماعات منعزلة، إلا أن إقليم كنت تأثر بالدعوات وبكرهم للإسبان، وتفرق رجال أبرغافني وساوثويل أو انضموا لويات.
وفي 3 فبراير تقدم مع 3000 رجل من كنت ووصل إلى ساوثوارك ووجد أن جسر لندن تحت حراسة الجنود بقيادة السير جون بريدجز. ثم عبر نهر التايمز ووصل إلى حدود لندن وتقدموا بسرعة لمركز المدينة لكن جماعته أحبطوا لأن الجماهير لم تساندهم وكان أمله الأخير هو حدوث تمرد في الداخل لكن هذا لم يحدث، وبعد نزاع قصير مع القوات الملكية استسلم ويات وحوكم في 15 مارس وأعدم في 11 أبريل في لندن، وحاولت ماري أن تجعله يعترف باشتراك أختها إليزابيث في المؤامرة ولم تنجح، ولهذا لتم تاجيل إعدامه نحو شهر. وقام وهو على منصة الإعدام بنبرئة جميع الأمراء شراكتهم في التمرد.
بعد موته أصبح هو أتباعه وطنيين وشهداء من الناس الذين اضطهدتهم ماري في حملتها ضد البروتستانت. وضعت أملاكه تحت تصرف ابنه جورج، وهو والد فرانسيس ويات (مات 1644)، الذي أصبح حاكم فرجينيا بين عامي 1621 – 26 ومجددا في 1639 – 42. لا يزال جزء من قلعة أرلينغون باقيا كبيت مزرعة، قرب ميدستون في ميدواي.